# Granriska
Granriska (Lactarius zonarioides) är en svampart som tillhör divisionen basidiesvampar, och som beskrevs av Robert Kühner och Henri Romagnesi. Granriska ingår i släktet riskor, och familjen kremlor och riskor. Arten är reproducerande i Sverige.